# Meulan-en-Yvelines
Meulan-en-Yvelines est une commune des Yvelines, dans la région Île-de-France, située dans le Vexin français, au confluent avec l'Aubette, sur la rive droite de la Seine, à 16 km environ à l'est de Mantes-la-Jolie.
Ses habitants sont appelés les Meulanais.

## Géographie

### Situation

Localisation de Meulan-en-Yvelines dans les Yvelines.

Meulan-en-Yvelines est une commune riveraine de la Seine, située sur la rive droite du fleuve dans le nord du département des Yvelines, à 16 km environ à l'est de Mantes-la-Jolie, sous-préfecture, à 33 km environ au nord-ouest de Versailles, préfecture du département, et à 40 km à l'ouest de Paris.

### Communes limitrophes
La commune est limitrophe de Vaux-sur-Seine à l'est, de Mézy-sur-Seine et Hardricourt à l'ouest et de Gaillon-sur-Montcient, Tessancourt-sur-Aubette et Évecquemont au nord. Au sud, elle est séparée des Mureaux par la Seine.

### Voies de communications et transports
Un pont routier, le pont Rhin et Danube, reconstruit en 1957, relie Meulan aux Mureaux.
En transports en communs, la commune est desservie par :
- 2 gares de la Ligne J du Transilien (Meulan - Hardricourt et Thun-le-Paradis) ;
- les lignes 11, 21, 22, 23, 25, 26, 33, 42, 60, 61, 62, 65, 66 et le TàD Nord Meulan - Les Mureaux du Réseau de bus Poissy les Mureaux ;
- les lignes 9, 17, 87 et Extrême Soirée du Réseau de bus du Mantois ;
- la ligne 28 du Réseau de bus Centre et Sud Yvelines ;
- la Ligne Express 80 du Réseau de bus Ile de France Ouest.

### Hydrographie
Le territoire communal englobe deux îles de la Seine, l'île du Fort et l'île Belle, cette dernière étant prolongée par l'île de Mézy.

### Climat
Pour des articles plus généraux, voir Climat de l'Île-de-France et Climat des Yvelines.
En 2010, le climat de la commune est de type climat océanique dégradé des plaines du Centre et du Nord, selon une étude du CNRS s'appuyant sur une série de données couvrant la période 1971-2000. En 2020, Météo-France publie une typologie des climats de la France métropolitaine dans laquelle la commune est exposée à un climat océanique et est dans la région climatique Sud-ouest du bassin Parisien, caractérisée par une faible pluviométrie, notamment au printemps (120 à 150 mm) et un hiver froid (3,5 °C).
Pour la période 1971-2000, la température annuelle moyenne est de 11,3 °C, avec une amplitude thermique annuelle de 14,5 °C. Le cumul annuel moyen de précipitations est de 679 mm, avec 10,8 jours de précipitations en janvier et 7,8 jours en juillet. Pour la période 1991-2020, la température moyenne annuelle observée sur la station météorologique la plus proche, située sur la commune de Maule à 11 km à vol d'oiseau, est de 11,8 °C et le cumul annuel moyen de précipitations est de 677,0 mm,. Pour l'avenir, les paramètres climatiques de la commune estimés pour 2050 selon différents scénarios d'émission de gaz à effet de serre sont consultables sur un site dédié publié par Météo-France en novembre 2022.

## Urbanisme

### Typologie
Au 1er janvier 2024, Meulan-en-Yvelines est catégorisée centre urbain intermédiaire, selon la nouvelle grille communale de densité à sept niveaux définie par l'Insee en 2022.
Elle appartient à l'unité urbaine de Paris, une agglomération inter-départementale regroupant 407  communes, dont elle est une commune de la banlieue,,. Par ailleurs la commune fait partie de l'aire d'attraction de Paris, dont elle est une commune de la couronne,. Cette aire regroupe 1 929 communes,.

### Habitat et logement
En 2018, le nombre total de logements dans la commune était de 4 503, alors qu'il était de 4 209 en 2013 et de 4 041 en 2008.
Parmi ces logements, 86,8 % étaient des résidences principales, 1,4 % des résidences secondaires et 11,8 % des logements vacants. Ces logements étaient pour 29,6 % d'entre eux des maisons individuelles et pour 69,6 % des appartements.
La ville respecte ses obligations en matière de logements sociaux prévues par l'article 55 de la Loi SRU. Au sens du recensement, elle est passée de 933 logements HLM en 2008 (24,8 % du parc des résidences secondaires) à 1 000 en 2018 (25,6 %).
Le tableau ci-dessous présente la typologie des logements à Meulan-en-Yvelines en 2018 en comparaison avec celle des Yvelines et de la France entière. Une caractéristique marquante du parc de logements est ainsi une proportion de résidences secondaires et logements occasionnels (1,4 %) inférieure à celle du département (2,6 %) mais supérieure à celle de la France entière (9,7 %). Concernant le statut d'occupation de ces logements, 43,1 % des habitants de la commune sont propriétaires de leur logement (45,1 % en 2013), contre 58,6 % pour les Yvelines et 57,5 pour la France entière.
| Typologie                                               | Meulan-en-Yvelines | Yvelines | France entière |
| ------------------------------------------------------- | ------------------ | -------- | -------------- |
| Résidences principales (en %)                           | 86,8               | 91,1     | 82,1           |
| Résidences secondaires et logements occasionnels (en %) | 1,4                | 2,6      | 9,7            |
| Logements vacants (en %)                                | 11,8               | 6,3      | 8,2            |

## Toponymie
Attestée sous les formes Mellant en 918, Malletensis en 990, Mellent en 1106, Mellentum et Mullentum en 1226, puis Mollentum, Mellento (« ville ou l'on moud le grain ») et Meullan.
Le nom de Meulan est issu du gaulois Mediolanum « plaine du milieu, plein-centre » (comme Milan, mais pas comme Melun dont le nom latinisé est Metlosedum ou Melodunum).
Pour éviter les confusions possibles avec Melun, le conseil municipal propose depuis 1965 de rebaptiser « Meulan » en « Meulan-sur-Seine », choix entériné par la population, qui l'a préféré par 58 % des réponses à « Meulan-en-Yvelines », lors d'une enquête organisée en 2003. Après le refus de la commission consultative de révision du nom des communes remarquant que Melun est également situé sur la Seine, et une décision du Conseil d'État, le Premier ministre signe le 8 juillet 2010 le décret de changement de nom de la commune qui transforme « Meulan » en « Meulan-en-Yvelines ».
La pseudo étymologie antique de Meulan dérivant de Locenyus, Locenius aboutissant à Locenes puis Nocennes a été reprise sans vérification chez beaucoup d'auteurs, même contemporains, et n'a jamais été prouvée.

## Histoire

### Antiquité
À l'origine, Meulan est un port fluvial sur la Seine, et un comptoir commercial gaulois, situé à la frontière entre les Véliocasses au nord et les Carnutes au sud. Ancien lieu de culte et certainement un ancien oppidum gaulois, peut-être le peu fiable Locenius (qui voulait dire poste de guerre), qui se trouvait entre le lieu-dit Thun et la berge de la Seine en un lieu nommé la Rive.
L'oppidum appartenait aux Carnutes [réf. nécessaire]auxquels les Romains reconnaissaient toute la rive gauche de la Seine au niveau des Yvelines actuelles. La voie romaine de Beauvais à Orléans passait à Meulan et traversait la Seine aux Mureaux avant de poursuivre vers Flins et Maule. Meulan comprend dans son territoire une île autrefois habitée. Au lieu-dit de L’île Belle ont été retrouvés des milliers d’écailles de poisson mais pas d’arêtes, suggérant ainsi la présence d’une pêcherie où l’on préparait le poisson avant de l’exporter.

### IXeetXesiècles
En 840, on y apporte les reliques de saint Nicaise[Lequel ?].
Devenue le siège du comté de Meulan, la ville est pillée en 878, par les Vikings conduits par Rollon. Les rois de Francie y ont des biens ; Charles le Simple cède cinq manses à l'abbaye de Saint-Germain-des-Prés.
Vers le Xe siècle, c'est la capitale des comtes de Meulan.

### XIeetXIIesiècles
En 1093, Robert III[Qui ?] accorda aux moines de Préau la remise de tous droits sur le vin[réf. nécessaire].
En 1168, Robert IV[Qui ?] octroie à Meulan une charte communale, et le bourg est administré par un maire et de douze pairs[réf. nécessaire].

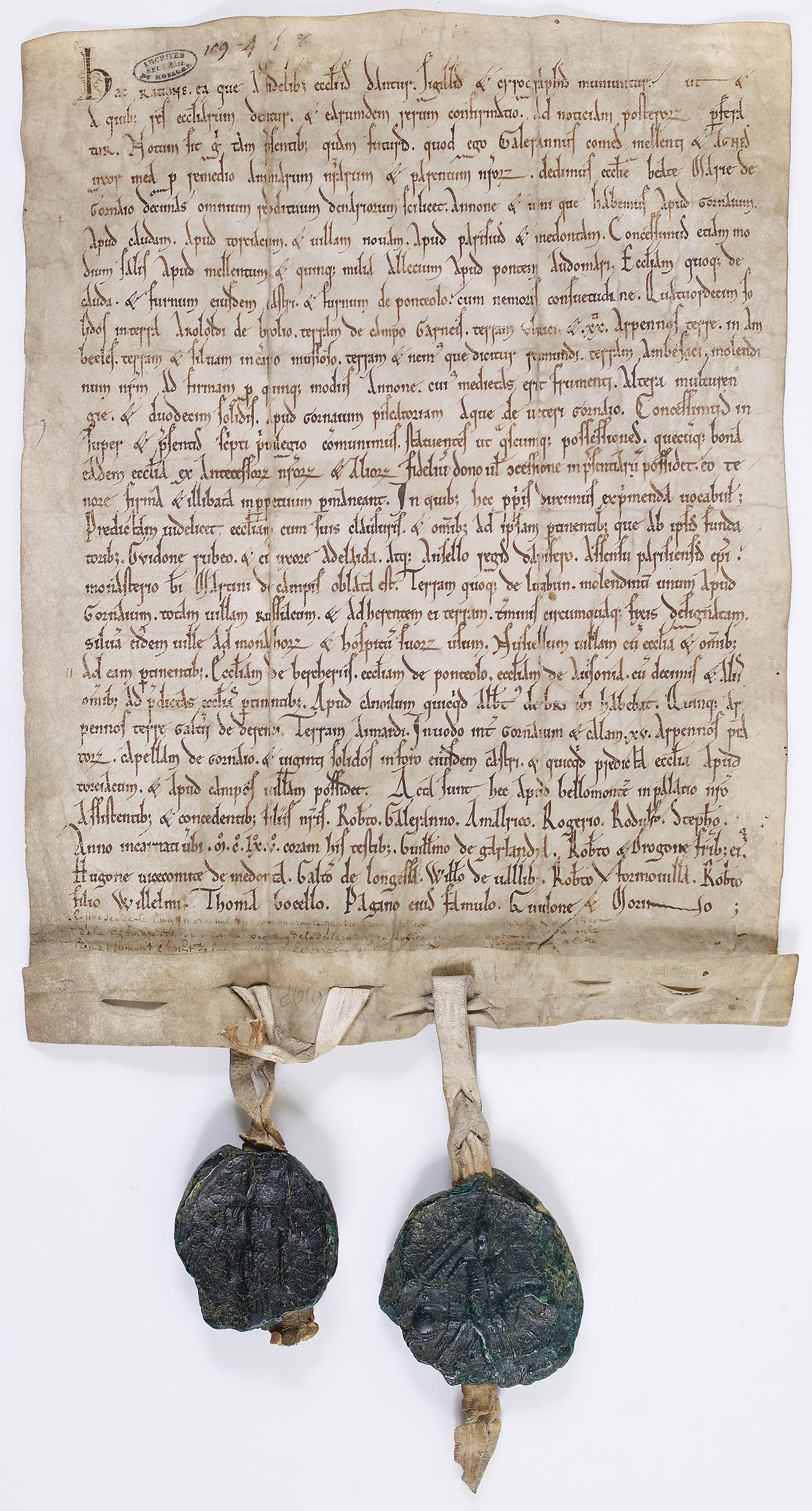
Donation par Galeran, comte de Meulan, au prieuré Notre-Dame de Gournay d'un muid de sel à prendre à Meulan et de cinq mille harengs à prendre à Pont-Audemer, faite à Beaumont, 1165 (Archives nationales de France).

À la fin du XIIe siècle (vers 1194-1196), Robert II de Meulan accorde une libéralité en faveur du prieuré Saint-Nicaise. La ville est réunie au domaine royal en 1204 par Philippe Auguste.
À la Pentecôte 1269, le registre du Parlement de Paris mentionne un différend entre « Jeanne dame de Roulleboise et Amaury de Meullent »

### XIIIesiècle- Domaine royal - Occupation anglaise
Réunie au domaine royal en 1203, cette ville devient siège d'une prévôté qui figure au compte de 1234, mais est comprise dans le douaire de Blanche de Castille (1240-1253), dans celui de Marguerite de Provence (1260-1285), puis dans l'apanage de la maison d'Évreux (1298-1365).

### XIVesiècle
De Louis d'Évreux, dernier fils de Philippe III le Hardi, Meulan passe en 1319 à son fils Philippe III, roi de Navarre et comte d’Évreux, puis en 1343, à la mort de ce dernier, à son fils Charles II de Navarre dit Le Mauvais.
Les Anglais s'en emparèrent en 1346. Redevenue propriété de Charles le Mauvais, la ville est assiégée par Bertrand Du Guesclin qui la reprend lors du siège de Meulan, le 11 avril 1364, pour le compte du roi Charles V le Sage, quatre jours après avoir conquis la ville de Mantes-la-Jolie. Au traité d'Avignon de 1365, Charles II de Navarre doit accepter d'échanger les villes de Meulan et Mantes contre Montpellier. Les conditions financières de cet échange provoquent de nombreux conflits entre le roi de Navarre et Charles V qui durent jusqu'en 1375.

### XVesiècle
Le duc Jean Ier de Bourgogne s'empare de Meulan en 1417. Au début de l'année 1423, le sire de Graville et les chevaliers partisans de Charles VII prennent Meulan par surprise. La possession de la ville donnant aux dauphinois (partisans du dauphin) les moyens d'intercepter toutes les communications par eau entre Paris et la Normandie, les Parisiens s'arment et se joignent aux gens de guerre anglais, normands et picards qui étaient sous les ordres de Jean de Lancastre, duc de Bedford, et mettent le siège de la ville qui se rend au bout de deux mois de siège. En 1435, c'est un parti d'Armagnacs qui s'empare de Meulan.
En 1474, Louis XI donne à son conseiller Olivier De Neckere le surnom d'Olivier Le Daim et lui concède le comté de Meulan[réf. nécessaire].

### XVIeetXVIIesiècles
Le duc de Mayenne tente vainement, en 1590, de prendre d'assaut le fort situé dans l'île de Meulan.
Meulan était sous l'Ancien Régime un relais pour les diligences sur la route Caen-Paris.
En 1638, Louis XIII y autorisa la création d'un monastère d'Annonciades.

### XIXeetXXesiècles
Lors de la Révolution française l'ancienne église gothique de Saint-Nicolas est convertie en halle au blé.
En 1900, le comité des Jeux olympiques d'été, par l'intermédiaire du Cercle de la voile de Paris, retient le plan d'eau de Meulan pour accueillir les épreuves de nautisme. Ce même plan d'eau accueille de nouveau les épreuves de nautisme des Jeux olympiques d'été de 1924.
Le 27 août 1944, les troupes américaines arrivant par Les Mureaux franchissent la Seine sur des pontons, perdent un char à Meulan, puis continuent leur progression en direction de Condécourt et Longuesse.
En 1970, création de la cité HLM du Paradis.

## Politique et administration

### Rattachements administratifs et électoraux

#### Rattachements administratifs
Antérieurement à la loi du 10 juillet 1964, la commune faisait partie du département de Seine-et-Oise. La réorganisation de la région parisienne en 1964 fit que la commune appartient désormais au département des Yvelines et à son arrondissement de Mantes-la-Jolie après un transfert administratif effectif au 1er janvier 1968.
Elle était depuis 1793 le chef-lieu du canton de Meulan de Seine-et-Oise puis des Yvelines. Dans le cadre du redécoupage cantonal de 2014 en France, cette circonscription administrative territoriale a disparu, et le canton n'est plus qu'une circonscription électorale.

#### Rattachements électoraux
Pour les élections départementales, la commune est membre depuis 2014 du canton des Mureaux
Pour l'élection des députés, elle fait partie de la septième circonscription des Yvelines.

### Intercommunalité
Meulan était le siège de la communauté de communes Vexin-Seine, un établissement public de coopération intercommunale (EPCI) à fiscalité propre créé fin 2004 et auquel la commune avait transféré un certain nombre de ses compétences, dans les conditions déterminées par le code général des collectivités territoriales. Cette intercommunalité s'élargit en 2014 à 9 communes supplémentaires et devient la communauté d'agglomération Seine et Vexin.
Dans le cadre des dispositions de la loi de modernisation de l'action publique territoriale et d'affirmation des métropoles (loi MAPAM), qui prévoit la création d'intercommunalités de taille importante dans la seconde couronne parisienne, afin de pouvoir dialoguer avec la Métropole du Grand Paris créée par cette même loi cette intercommunalité a fusionné avec ses voisines pour former, le 1er janvier 2016, la communauté urbaine Grand Paris Seine et Oise (GPS&O) dont est désormais membre la commune.

### Tendances politiques et résultats
Au second tour des élections municipales de 2014 dans les Yvelines, la liste DVD menée Cécile Zammit-Popescu obtient la majorité des suffrages exprimés, avec 1 440 voix (46,33 %, 22 conseillers municipaux élus dont 3 communautaires), devançant de 112 voix celle DVG du maire sortant Guy Poirier (1 328 voix, 42,72 %, 6 conseillers municipaux élus dont 1 communautaire).
 Une troisième liste, FN, menée par Emmanuel Norbert-Couade, a recueilli 340 voix (10,893 %, 1 conseiller municipal élu).
Lors de ce scrutin, 43,30 % des électeurs se sont abstenus,.
Au premier tour des élections municipales de 2020 dans les Yvelines, la liste DVD menée par la maire sortante Cécile Zammit-Popescu obtient la majorité absolue des suffrages exprimés,, avec 981 voix (52,94 %, 22 conseillers municipaux élus dont 2 communautaires), devançant très largement celles respectivement menées par : 
- Marie Goy[32] (DVG, 623 voix, 33,65 %, cinq conseillers municipaux élus) ;
- Thibault Tournier[33] (DLF - LDP - RN, 248 voix, 13,39 %, deux conseillers municipaux élus).

Lors de ce scrutin marqué par la pandémie de Covid-19 en France, 61,28 % des électeurs se sont abstenus.

### Jumelages
Meulan-en-Yvelines est une ville jumelée avec :
- Kilsyth (Écosse) depuis juin 1968
- Taufkirchen (bei München) (Allemagne) depuis mai 1978
- Arraiolos (Portugal) depuis juin 2013

## Équipements et services publics

### Justice, sécurité, secours et défense
Sur le plan judiciaire, Meulan-en-Yvelines fait partie de la juridiction d’instance de Mantes-la-Jolie et, comme toutes les communes des Yvelines, dépend du tribunal de grande instance ainsi que du tribunal de commerce sis à Versailles,.

## Population et société

### Démographie

#### Évolution démographique
L'évolution du nombre d'habitants est connue à travers les recensements de la population effectués dans la commune depuis 1793. Pour les communes de moins de 10 000 habitants, une enquête de recensement portant sur toute la population est réalisée tous les cinq ans, les populations de référence des années intermédiaires étant quant à elles estimées par interpolation ou extrapolation. Pour la commune, le premier recensement exhaustif entrant dans le cadre du nouveau dispositif a été réalisé en 2007.

En 2022, la commune comptait 8 996 habitants, en évolution de −0,93 % par rapport à 2016 (Yvelines : +2,72 %, France hors Mayotte : +2,11 %).
| 1793  | 1800  | 1806  | 1821  | 1831  | 1836  | 1841  | 1846  | 1851  |
| ----- | ----- | ----- | ----- | ----- | ----- | ----- | ----- | ----- |
| 2 254 | 1 926 | 1 839 | 1 749 | 1 850 | 1 941 | 1 901 | 1 907 | 1 928 |

| 1856  | 1861  | 1866  | 1872  | 1876  | 1881  | 1886  | 1891  | 1896  |
| ----- | ----- | ----- | ----- | ----- | ----- | ----- | ----- | ----- |
| 2 048 | 2 181 | 2 307 | 2 340 | 2 374 | 2 564 | 2 743 | 2 792 | 2 728 |

| 1901  | 1906  | 1911  | 1921  | 1926  | 1931  | 1936  | 1946  | 1954  |
| ----- | ----- | ----- | ----- | ----- | ----- | ----- | ----- | ----- |
| 2 681 | 2 680 | 2 788 | 2 748 | 3 112 | 3 318 | 3 389 | 3 114 | 3 695 |

| 1962  | 1968  | 1975  | 1982  | 1990  | 1999  | 2006  | 2007  | 2012  |
| ----- | ----- | ----- | ----- | ----- | ----- | ----- | ----- | ----- |
| 4 354 | 4 580 | 8 486 | 8 832 | 8 101 | 8 394 | 8 727 | 8 773 | 8 988 |

| 2017  | 2022  | - | - | - | - | - | - | - |
| ----- | ----- | - | - | - | - | - | - | - |
| 8 990 | 8 996 | - | - | - | - | - | - | - |

#### Pyramide des âges
En 2018, le taux de personnes d'un âge inférieur à 30 ans s'élève à 39,9 %, soit au-dessus de la moyenne départementale (38 %). À l'inverse, le taux de personnes d'âge supérieur à 60 ans est de 19,2 % la même année, alors qu'il est de 21,7 % au niveau départemental.
En 2018, la commune comptait 4 333 hommes pour 4 672 femmes, soit un taux de 51,88 % de femmes, légèrement supérieur au taux départemental (51,32 %).
Les pyramides des âges de la commune et du département s'établissent comme suit.
| Hommes | Classe d’âge | Femmes |
| ------ | ------------ | ------ |
| 0,5    | 90 ou +      | 1,5    |
| 4,9    | 75-89 ans    | 7,1    |
| 11,5   | 60-74 ans    | 12,9   |
| 21,1   | 45-59 ans    | 18,6   |
| 21,9   | 30-44 ans    | 20,2   |
| 18,7   | 15-29 ans    | 19,3   |
| 21,4   | 0-14 ans     | 20,4   |

| Hommes | Classe d’âge | Femmes |
| ------ | ------------ | ------ |
| 0,6    | 90 ou +      | 1,4    |
| 6      | 75-89 ans    | 7,8    |
| 13,5   | 60-74 ans    | 14,8   |
| 20,7   | 45-59 ans    | 20,1   |
| 19,6   | 30-44 ans    | 19,9   |
| 18,5   | 15-29 ans    | 16,8   |
| 21,2   | 0-14 ans     | 19,2   |

## Économie
Meulan-en-Yvelines se caractérise par un tissu économique marchand dense, essentiellement dû à son passé historique de point de passage obligé des itinérants entre le Vexin et la vallée de la Seine. Ainsi, Meulan-en-Yvelines offre une diversité de commerces de bouche, d'artisanat en tout genre et d'enseignes commerciales de plus grande taille implantées en périphérie où l'espace autorise l'implantation de ce type de commerces. Meulan-en-Yvelines développe également une activité tertiaire tournée vers l'hôtellerie et les services.
Son économie est fragile du fait de la faible surface de la commune.

## Culture locale et patrimoine

### Lieux et monuments

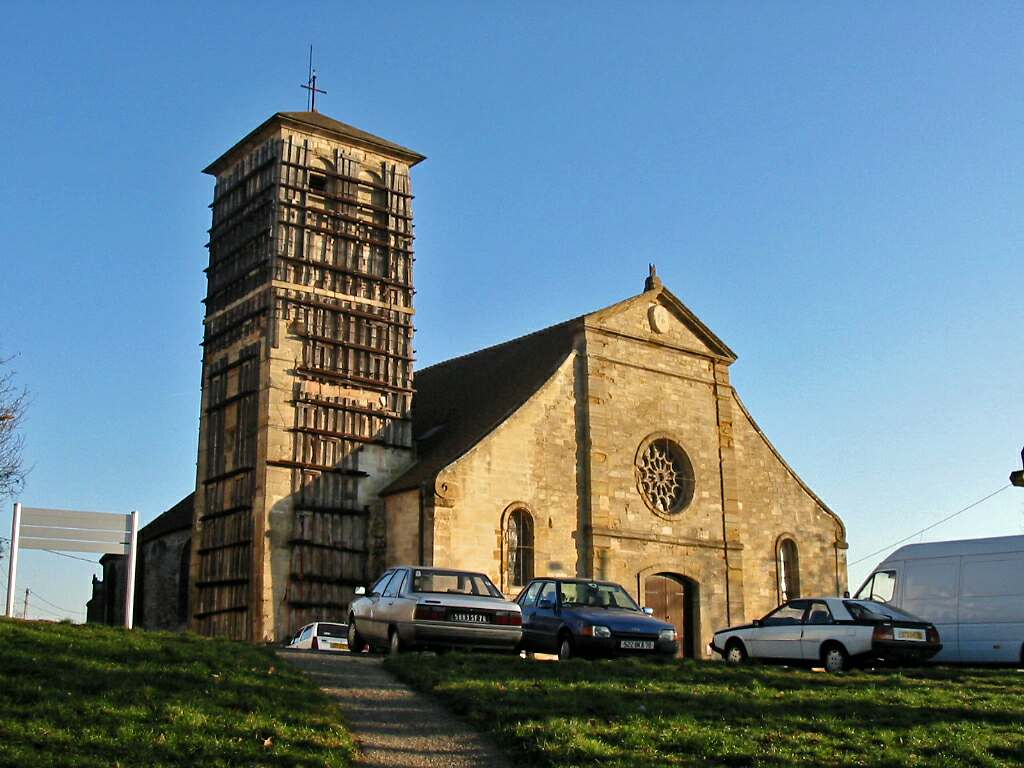
Église Saint-Nicolas.

- Église Saint-Nicolas, rue de l'Église (classée monument historique par arrêté du 30 mars 1978[51]) : C'est, depuis la Révolution française, la seule église de la ville. Derrière sa sobre façade néo-classique de 1764, accostée d'un clocher purement fonctionnel de la même année, et derrière ses murs latéraux délabrés sans aucun caractère, se dissimule un édifice gothique édifié en deux campagnes au troisième quart du XIIe siècle et au premier quart du XIIIe siècle, en ce qui concerne les deux premières travées. L'église Saint-Nicolas se distingue surtout par son plan à déambulatoire sans chapelles rayonnantes, et sans transept. Assez curieusement, les quatre piliers cylindriques du rond-point de l'abside portent des chapiteaux à volutes d'angle d'un style roman archaïque. Sinon, l'on trouve des chapiteaux gothiques à feuilles d'eau et à feuilles d'acanthe de bon niveau, et encore sept voûtes d'ogives à grosses nervures subsistant de la première campagne de construction. Cependant, l'église est restée inachevée, et l'étage des fenêtres hautes n'a jamais été construit. Le vaisseau central est donc sombre. Au premier quart du XVIe siècle, l'on s'est résolu à le couvrir de voûtes situées à un niveau inférieur à celui initialement prévu, ce qui a conduit à la condamnation des fenêtres latérales provisoires. En plus, l'église souffre depuis plusieurs siècles de l'instabilité du terrain, et les voûtes des deux premières travées ainsi que le mur du bas-côté sud ont dû être refaits en 1765. Cette campagne a conduit à un appauvrissement de l'architecture, mais a le mérite de ne pas avoir introduit d'éléments de style néo-classique dans l'espace intérieur, qui reste donc entièrement gothique. Les claveaux des anciennes voûtes ont été réemployés. Plus problématiques, sur le plan esthétique, sont les remaniements et ajouts des années 1870. Depuis, le sanctuaire est affublé de balustrades d'un style très lourd plaquées devant les murs hauts, et une chapelle de la Vierge néo-gothique s'ouvre depuis la travée d'axe du déambulatoire[52].
- Vieux pont sur l'Île-Belle (il date de 1150) dit aussi pont aux Perches (inscrit monument historique par arrêté du 30 mars 1978[53]) : ce pont, auquel il manque quatre arches, donne accès à une ferme du XIXe siècle; il appartient à la commune.
- Le pont Saint-Côme qui franchit la Seine sur une longueur de 55 mètres entre l'île Belle et l'île du Fort.
- Prieuré Saint-Nicaise, dont la chapelle datait du XIe siècle, détruit en 1793[54].
- Débris du château des comtes de Meulan, sur la colline, près de l'église en partie romane dédiée à saint Nicolas[55].

Le 31 mars 1526, François Ier donne le château en faveur de Jean VIII de Créquy époux de Marie d'Acigné.

### Patrimoine pictural
- Le Pont de Meulan, tableau d'exception visible dans la mairie de Meulan-en-Yvelines par Léon Gustave Ravanne, peintre post-impressionniste.
- Statue (en square) en l'honneur de Pierre Dac, inaugurés en présence de l'humoriste et de son ami et collègue Francis Blanche.

### Personnalités liées à la commune

#### Les comtes de Meulan
- Galéran Ier († v. 985-987)
- Galéran II fils du précédent
- Hugues Ier fils du précédent
- 1005-1069 : Galéran III († 1068), vicomte puis 1er comte de Meulan, fils du précédent
- 1069-1077 : Hugues III († 1080), fils du précédent, entre dans les ordres en 1077
- 1077-1081 : Adeline de Meulan († 1081), sœur du précédent
- 1081-1118 : Robert Ier († 1118), comte de Meulan et comte de Leicester
- 1118-1166 : Galéran IV (1104–1166), fils du précédent
- Vers 1142-1204 : Robert II († 1204), fils du précédent
- 1182-1191 : Galéran V († 1191), fils du précédent, co-comte

Les comtes de Meulan étant des fidèles partisans du roi d'Angleterre, Philippe II Auguste confisque le comté en 1204. Il est rattaché au domaine royal, et constitué en douaire puis en apanage royal.
En 1474, Louis XI donne à son conseiller Olivier De Neckere le surnom d'Olivier Le Daim et lui concède le titre de comte de Meulan.

#### les baillis et capitaines de Meulan
1370, P. de Sermoise ; <1415, Guillaume le Bouteillier, conseiller et chambellan du roi Charles VI ; 1413-1418, Guillaume L'Estendart, seigneur d'Olivet, Panetier du roi ; Guillaume de Chaumont, chevalier, capitaine par intérim au même temps que les précédents, vers 1413, ainsi que Louis Waregnier, qui remplit les mêmes fonctions de 1413 à 1419 ; 1420, Pierre de Véronnet, Gilbert d'Humphreville ; 1421-1424, Jehan Falstoff, gouverneur du Maine et de l'Anjou (le "Falstaff" de Shakespeare) ; 1427, Thomas Kingston ; 1430, Richard Marbury ; 1449, Robert de Flocques ; 1465, Hector du Sel, chevalier, avait été mariée à la fille de Guillaume le Vicomte, garde et capitaine de Mantes pour Henri V ; 1477-1480, Olivier Le Dain ; 1499, Philibert de la Plattierre, chevalier, sieur des Bordes ; 1498-1518, Jean de Châteaubriant, seigneur d'Espinay.

### Autres personnalités
- Olivier le Daim (vers 1428-1484), conseiller du roi de France Louis XI, fut anobli et fait comte de Meulan en récompense des services rendus.
- Jean-Paul Bignon (1662-1743), abbé, membre de l'Académie française, grand commis de l'État, prédicateur de Louis XIV et bibliothécaire du roi, mort à Meulan où il avait sa résidence dans l'île Belle.
- Antoine Didier Jean-Baptiste Challan (1754-1831), magistrat et homme politique français des XVIIIe et XIXe siècles, né à Meulan.
- Sophie de Condorcet (1764-1822), femme de lettres française, née à Meulan
- Claude Ursule Gency (1765-1845), général français de la Révolution et de l'Empire, né à Meulan, il défendit sa ville natale contre les Cosaques en 1814. Sa tombe se trouve dans le cimetière communal.
- Pierre Daru (1767-1829), homme de lettres (Académie française) et commissaire général de l'Empire, très proche de Napoléon Ier (son nom est gravé sous l'Arc de Triomphe).
- Georges Nicolas Marie Létang (1788-1851), général français, né à Meulan. Sa tombe se trouve dans le cimetière communal.
- Étienne Arnal (1794-1872), comédien français, né à Meulan.
- Adolphe d'Archiac (1802-1868), géologue et paléontologue français. Son corps fut retrouvé dans la Seine à Meulan en 1869.
- Michel-Louis Victor Mercier (1810-1891), sculpteur, né à Meulan.
- Victor Vignon (1847-1909), artiste peintre, mort à Meulan en son domicile au 17, rue de Beaujolais et inhumé au cimetière de Meulan.
- Yannick Zachée (né en 1986), joueur de basketball de nationalité centrafricaine et française.
- Victor-Constant Michel (1850-1937), général, chef de l'état-major de 1911 à 1914, a vécu à Meulan de 1919 à sa mort en 1937 ; il est enterré dans le cimetière communal[67].
- Léon Gustave Ravanne (1854-1904), peintre de la Marine, né à Meulan. Post-impressionniste, élève de Léon Bonnat ; reçu dans l'ordre de la Légion d'honneur en 1900.
- Paul Valery (1871-1945), écrivain. Berthe Morisot et Eugène Manet achètent la propriété « Le Mesnil », sur les bords de Seine, en aval de Meulan. Leur fille Julie Manet hérite de la propriété en 1895. Les couple Ernest Rouart et Julie Manet, et le couple formé de sa cousine Jeannie Gobillard et son mari Paul Valery (1871-1945) sont très liés. Les deux familles partageront leurs vacances dans cette propriété et Julie Manet laissera les portes du Mesnil ouvertes au couple Valéry-Gobillard jusqu'à ce que la mort les sépare.
- Robert Jallet (1890-1945), Résistant, né à Meulan.
- Maurice Thiriet (1906-1972), compositeur de musique, né à Meulan. Son frère, Raymond Thiriet, a été maire de Meulan.
- Alexandre Gins (1911-1973), résistant français, Compagnon de la Libération, mort à Meulan.
- Madeleine Lavanture (1913-1940), peintre, prix de Rome en 1938.
- Brigitte Gros (1925-1985), femme politique et femme de lettres française, ancien maire de Meulan.
- Marcel Lachiver (1934-2008), professeur d'université, auteur de nombreux ouvrages dont Les années de misère, la famine au temps du Grand Roi, couronné par l'Académie française, et le Dictionnaire du monde rural, riche de 45 000 mots, a écrit plusieurs ouvrages d'histoire locale sur Meulan et sa région.
- Nelly Olin (1941-2017), femme politique française a résidé Meulan où elle est morte à son domicile.
- Laurent Romejko animateur de télévision né le 27 décembre 1963 à Meulan.
- Arnaud Boetsch, tennisman, numéro 1 français en 1995, né le 1er avril 1969 à Meulan.
- David Douillet, né en 1969, judoka, plusieurs fois champion du Monde et champion olympique notamment, s'est marié le 14 avril 2001 à Meulan, où il réside (quartier Paradis). Devenu ministre des Sports en 2011.
- Bruno Guillon, né en 1971, animateur de la matinale de Fun Radio, habitant de Meulan.
- Nicolas Fargues, né en 1972 à Meulan, écrivain.
- Mounir Obbadi, né le 4 avril 1983 à Meulan, footballeur franco-marocain.
- Elie Konki, né en 1992 à Meulan, boxeur champion de France des poids coqs en 2018 et 2019.
- M'Baye Niang, footballeur, né en 1994 à Meulan.
- Abdoulaye Doucouré, footballeur professionnel, né en 1993 a Meulan et évoluant au club de Watford Football Club.
- Ferland Mendy, footballeur professionnel, né en 1995 à Meulan et évoluant au Real Madrid.
- Mig, rappeur né le 29 avril 2002 à Meulan.

### Affaire célèbre
La condamnation à mort en 1773 de Catherine Ozanne, pendue sur la place publique de Meulan, pour infanticide à la suite d'un déni de grossesse.

### Héraldique
| Blason de Meulan-en-Yvelines | Blason  | D'azur semé de fleurs de lys d'or, au chef échiqueté d'or et de gueules de quatre tires.                                                                                              |
| Blason de Meulan-en-Yvelines | Détails | C'est une composition entre les lys de France, attribués à la ville par Henri IV en 1590, et les armes des anciens comtes de Meulan. Le statut officiel du blason reste à déterminer. |